# Gobiesox pinniger
Gobiesox pinniger — вид риб родини Присоскоперові (Gobiesocidae). 

## Поширення
Вид поширений в Каліфорнійській затоці.

## Опис
Риба сягає завдовжки до 10 см.